# Kolokani (Kreis)

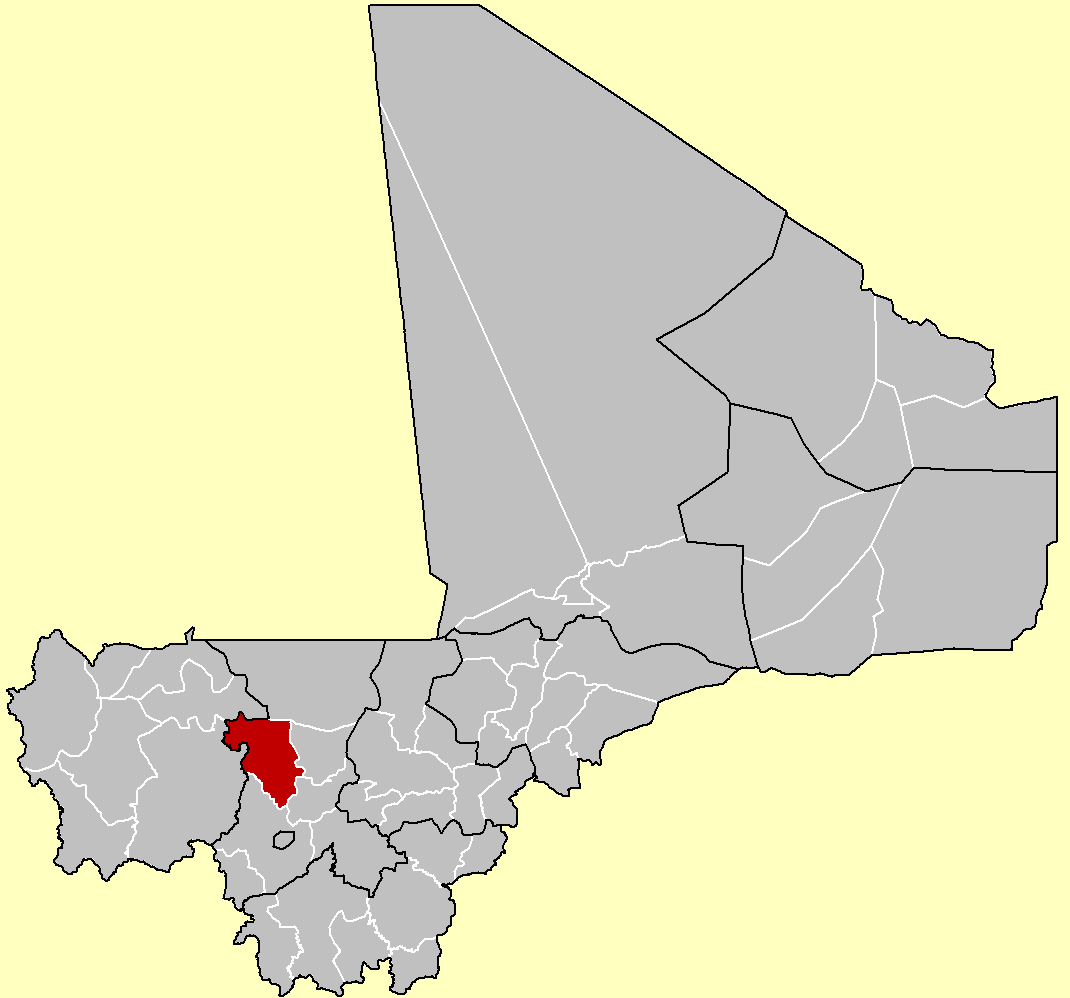
Kreis Kolokani

Kolokani ist der Name eines Kreises (franz. cercle de Kolokani) in der Region Koulikoro in Mali.
Der Kreis teilt sich in zehn Gemeinden, die Einwohnerzahl betrug beim Zensus 2009 233.919 Einwohner.
Gemeinden: Kolokani (Hauptort), Djidiéni, Guihoyo, Kolokani, Massantola, Nonkon, Nonssombougou, Ouolodo, Sagabala, Sébékoro 1, Tioribougou. 